# Ірландія на зимових Олімпійських іграх 2014
Ірландія на зимових Олімпійських іграх 2014 року у Сочі буде представлена 5 спортсменами у 4 видах спорту.

## Сноубординг
Слоуп-стайл
| Змагання | Спортсмени     | Кваліфікація | Кваліфікація | Кваліфікація | Кваліфікація        | Кваліфікація | Півфінал | Півфінал | Півфінал | Півфінал            | Півфінал | Фінал | Фінал   | Фінал   | Фінал               | Фінал |
| Змагання | Спортсмени     | Заїзд        | Спуск 1      | Спуск 2      | Найкращий результат | Місце        | Заїзд    | Спуск 1  | Спуск 2  | Найкращий результат | Місце    | Заїзд | Спуск 1 | Спуск 2 | Найкращий результат | Місце |
| -------- | -------------- | ------------ | ------------ | ------------ | ------------------- | ------------ | -------- | -------- | -------- | ------------------- | -------- | ----- | ------- | ------- | ------------------- | ----- |
| Чоловіки | Шимус О'Коннор | 2            | 35,50        | 40,00        | 40,00               | 13           |          |          |          |                     |          |       |         |         |                     |       |